# レイクサイド
レイクサイド（Lakeside）は、アメリカ合衆国のファンクバンド。オハイオ州デイトン市出身で1969年に結成された。

## 来歴
70年代後半にデビュー。ファンクだけでなく、歌もコーラスも凄いと評判になった。1980年のアルバムからのシングル"Fantastic Voyage"が81年にソウル・チャートだけでなく、ポップ・チャートでもトップ40入りして知名度がアップした。同曲のベースはマーヴィン・クレイグが演奏している。主要メンバーには、ヴォーカルのマーク・アダム・ウッドJr、オーティス・ストークス、作曲のスティーヴン・ショックリーがいる。タワー・レコードの鈴木智彦はバウンス誌上においてレイクサイドを、80年代ソウルの宝の山と称えた。

## ディスコグラフィ
- Lakeside Express（1977）
- Shot of Love（1978）
- Rough Riders（1979）
- Fantastic Voyage（1980）
- Keep On Moving Straight Ahmad（1981）
- Your Wish Is My Command（1982）
- Untouchables（1983）
- Outrageous（1984）
- Power（1987）
- Party Patrol（1990）

## 新旧メンバー
- マーク・アダム・ウッド Jr.、ヴォーカル
- マーヴィン・クレイグ、ベース
- スティーヴン・ショックリー、作曲、演奏
- オーティス・ストークス、ハイ・テナー
- ティメヤー・マッケイン
- トーマス・シェルビー
- ノーマン・ビーヴァーズ
- フレッド・ルイス
- フレッド・アレクサンダー Jr
- ブライアン・マーバリー
- トニー・ホワイト
- ヴィンセント・ビーヴァーズ
- テリー・ウイリアムズ
- リッキー・アバナシー
- シャーリー・ウッド
- ジョニー・ロジャース
- ウィル・シェルビー
- ドナルド・タヴィー
- バリントン・"ボー"・ヘンダーソン
- ラリー・ボールデン
- フロイド・ベイリー
- タイロン・グリフィン Sr
- デイル・ウイルソン Sr
- ロック・フィズル